# Loučeň
Loučeň är en köping i Tjeckien.   Den ligger i regionen Mellersta Böhmen, i den centrala delen av landet, 50 km nordost om huvudstaden Prag. Loučeň ligger 256 meter över havet och antalet invånare är 1 082.
Terrängen runt Loučeň är huvudsakligen platt. Loučeň ligger uppe på en höjd. Runt Loučeň är det ganska tätbefolkat, med 70 invånare per kvadratkilometer. Närmaste större samhälle är Mladá Boleslav, 16,3 km nordväst om Loučeň. Trakten runt Loučeň består till största delen av jordbruksmark.